# Tōki rakujitsu
Pour plus de détails, voir Fiche technique et Distribution.
Tōki rakujitsu (遠き落日) est un film japonais réalisé par Seijirō Kōyama, sorti en 1992.

## Synopsis
La vie du scientifique Hideyo Noguchi.

## Fiche technique
- Titre : Tōki rakujitsu
- Titre original : 遠き落日
- Réalisation : Seijirō Kōyama
- Scénario : d'après les romans de Junichi Watanabe et Kaneto Shindō
- Musique : Tetsuji Hayashi
- Photographie : Masahiko Iimura
- Montage : Osamu Inoue
- Production : Kazuyoshi Okuyama
- Société de production : Asahi National Broadcasting Company, Shōchiku et Tokyu Agency
- Pays :  Japon
- Genre : Biopic et drame
- Durée : 119 minutes
- Dates de sortie : 
  -  Japon : 4 juillet 1992

## Distribution
- Hiroshi Mikami : Hideyo Noguchi
- Yoshiko Mita : Shika Noguchi
- Tatsuya Nakadai : Kobayashi
- Riho Makise : Yoneko Yamauchi
- Takahiro Tamura : Ryutaro
- Chōichirō Kawarasaki
- Shingo Yamashiro : Dr. Watanabe
- Toshinori Omi
- Hiroyuki Nagato : Dr. Kitasato
- Julie Dreyfus : Mary
- Chisako Hara

## Distinctions
Le film a été nommé pour dix Japan Academy Prizes et a remporté celui de la meilleure actrice pour Yoshiko Mita.